# Жувасін Павло Олексійович
Павло Олексійович Жувасін (1908 — 4 жовтня 1944) — помічник командира взводу автоматників 307-го гвардійського стрілецького полку (110-я гвардійська стрілецька дивізія, 37-а армія, Степовий фронт) гвардії старший сержант, Герой Радянського Союзу.

## Біографія
Павло Олексійович Жувасин народився в 1908 році в с. Підгорне Кугарчинського району Башкортостану.
Росіянин. Освіта початкова. До призову в армію працював шофером в м. Магнітогорську Челябінської області.
У Радянську Армію призваний Магнітогорським міськвійськкоматом в 1939 р. Учасник радянсько-фінської війни 1939-1940 років, з 1941 року — на фронтах німецько-радянської війни.
Старший сержант П.О. Жувасін відзначився 1 жовтня 1943 року в бою за звільнення с. Куцеволівка Онуфріївського району Кіровоградської області.
Поліг смертю хоробрих 4 жовтня 1944 року в одному з боїв в районі румунського міста Турда. Похований у м. Турда (Румунія). У Магнітогорську Челябінської області, на Лівобережному кладовищі встановлено кенотаф..

## Подвиг
Помічник командира взводу автоматників 307-го гвардійського стрілецького полку (110-я гвардійська стрілецька дивізія, 37-а армія, Степовий фронт) гвардії старший сержант П.О. Жувасін 1 жовтня 1943 р. в бою за звільнення с. Куцеволівка Онуфріївського району Кіровоградської області на чолі взводу першим увірвався в село і гранатою знищив кулеметну обслугу противника, тим самим забезпечив подальше просування піхоти. Ним також захоплене німецьке знаряддя.
6 жовтня 1943 р. у бою за висоту 167,8 першим увірвався в окопи німців і знищив гранатами 7 гітлерівців, 2 захопив у полон. 12 жовтня 1943 р., відбиваючи контратаки противника на висоті 177,0, підрозділ П.О. Жувасіна виявився в оточенні. Павло Жувасін повів взвод в контратаку, чим привів німців в замішання і примусив їх відступити.
Звання Героя Радянського Союзу П.О. Жувасіну присвоєно 22 лютого 1944 року.

## Нагороди
- Медаль «Золота Зірка» Героя Радянського Союзу (22.02.1944)[3][4].
- Орден Леніна.
- Медаль «За відвагу» (21.07.1943)[5].

## Пам'ять
- Ім'ям Героя Радянського Союзу П.О. Жувасіна названа вулиця в місті Магнітогорську. На одному з будинків міста встановлена меморіальна дошка на честь Героя.
- Вулиця Жувасіна розташована в Північному мікрорайоні села Мраково Республіки Башкортостан.